# Paraíso do Tuiuti
O Grêmio Recreativo Escola de Samba Paraíso do Tuiuti (ou simplesmente Paraíso do Tuiuti) é uma escola de samba sediada na cidade do Rio de Janeiro, no Brasil.
Teve origem no Morro do Tuiuti, situada no bairro de São Cristóvão. Estava sediada, até 2010, no mesmo bairro, próximo ao Campo de São Cristóvão, mas perdeu sua quadra nesse ano, para dar lugar a uma unidade da Rio Luz.

## Lugar de origem
A Paraíso do Tuiuti teve origem no Morro do Tuiuti, no bairro de São Cristóvão, na Zona Central da cidade do Rio de Janeiro. Durante o Primeiro Reinado, o Tuiuti abrigava um reservatório de água, no alto do morro, o qual estudiosos acreditam que servira de fonte de abastecimento para a Quinta da Boa Vista, que, na época, funcionava como Residência Real. A ocupação do Morro remonta às primeiras décadas do século XX. Após as reformas urbanísticas promovidas pelo então prefeito do Rio, Pereira Passos, em que cortiços do centro da cidade foram derrubados, seus moradores, formados majoritariamente por ex-escravos e migrantes de outras partes do país, buscaram abrigo em morros desabitados como o Tuiuti, iniciando seu processo de ocupação.
O Morro do Tuiuti tem uma longa tradição de atividades carnavalescas. Em 1933, foi fundada a primeira escola de samba do morro, a Unidos do Tuiuti. Entre seus fundadores estavam Sizeno, Sete Coroas, João Estácio, Murilo Aragão, Orlando, Carlindoca, João Hilário, Augusto Badoca, Dona Sebastiana, Amélia Russa, Mãe Aragões e Zeba. A agremiação foi fundada com as cores azul e rosa, logo depois alteradas para azul e branco. A escola conquistou sua melhor colocação em 1939, quando se classificou no 3.º lugar, atrás apenas de Portela e Mangueira. A partir da década de 1940, a escola entrou em decadência. Deixou de desfilar em 1943. Seus dissidentes fundaram o Bloco dos Brotinhos. Em 1954 realizou seu último desfile, sendo extinta definitivamente após o carnaval. Em 1940 foi fundada a escola de samba Paraíso das Baianas, de cores amarelo e branco. Dentre seus fundadores estavam Pedro Feneno, Duca, João Hilário, Manezinho Sal, João Birão, Zequinha, Neu, Álvaro, Albino e Dona Umba.

## Fundação
As primeiras negociações para a criação da Paraíso do Tuiuti datam de 1952. Porém, a fundação da escola foi concretizada apenas em 1954, após a extinção da Unidos do Tuiuti. À época, a Paraíso da Baianas também enfrentava um declínio. Os moradores do morro, sem condições financeira para acompanhar o carnaval das escolas de samba, preferiam participar de blocos carnavalescos, como o Bloco dos Brotinhos, também do Tuiuti. Foi então quando um grupo de sambistas se reuniu, entre eles, Nélson Forró e Júlio Matos, e resolveu terminar com o bloco e também com a Paraíso das Baianas e criar uma nova escola de samba. O Grêmio Recreativo Escola de Samba Paraíso do Tuiuti foi fundado em 5 de abril de 1954, por Augusto Pirulito, Joaquim, Araquem, Armando, Murilo Aragão, Zeba, Orlando, José Orelhinha, Alcides Fornalha, Pedro Feneno, Duca, Zequinha, Álvaro, Conceição e Felícia.
Controvérsia
Os registros históricos e fontes de pesquisa apontam para a fundação da escola em 1954. Porém, a própria agremiação adota como data de fundação o dia 5 de abril de 1952.

## Nome, cores, símbolo e escola-madrinha
Nome
O nome "Paraíso do Tuiuti" deriva da junção de "Paraíso das Baianas" com "Unidos do Tuiuti", as duas primeiras escolas do morro.
Cores
A escola tem como cores o azul e o amarelo. As cores, assim como o nome, também fazem referência às duas primeiras escolas de samba da comunidade. O azul foi herdado da Unidos do Tuiuti; e o amarelo, da Paraíso das Baianas.
Símbolo
A escola tem como símbolo uma coroa, com uma lira na ponta de cima, ladeada por ramos de louro desde sua base. A coroa é presença constante nos desfiles da Tuiuti, seja na forma convencional ou de forma estilizada. Geralmente é apresentada em posição de destaque no carro abre-alas do desfile. Uma das mais lembradas é a coroa do desfile de 2003, confeccionada pelo carnavalesco Paulo Barros, utilizando 7.500 latas de tinta.
Escola-madrinha
A Estação Primeira de Mangueira é a escola-madrinha da Paraíso do Tuiuti. As escolas têm ligação por serem de morros vizinhos.

## Bandeira
A bandeira da escola é formada por um retângulo, com dezesseis raios, dispostos em cores alternadas (oito amarelos e oito azuis), partindo do centro em direção às extremidades do pavilhão. No centro da bandeira, há um círculo azul com duas circunferências concêntricas. Na circunferência maior, localiza-se a inscrição do nome da agremiação, em letras maiúsculas: "G.R.E.S." (Grêmio Recreativo Escola de Samba) na parte superior, e "Paraíso do Tuiuti" na parte inferior. Dentro da circunferência maior há uma outra, onde se localizam os símbolos da agremiação, uma coroa, com uma lira na ponta de cima, ladeada por ramos de louro desde sua base. Abaixo da circunferência, próximo à borda inferior da bandeira, encontra-se a inscrição do ano de confecção da mesma.

## História
A atuação da Paraíso, de início, foi discreta, mas em 1968, com o enredo de Júlio Matos homenageando o bairro de São Cristóvão, tira o primeiro lugar no Grupo 3 e vai para o Grupo 2. No ano seguinte consegue o terceiro lugar no Grupo 2, com um ponto atrás da Unidos do Jacarezinho, vice-campeã.
De fato, até o início da década de 1980 quase ninguém ouviu falar da escola, mas a partir de então, a escola viveu um momento de grande euforia, graças ao empenho da carnavalesca Maria Augusta Rodrigues, que deu o título do Grupo A para a escola que não tinha patrono, fenômeno típico das grandes escolas, que conferem fama e prestígio a quem delas se aproxima. A Paraíso do Tuiuti não pôde contar senão com a pequena subvenção oficial para fazer frente aos altos gastos que o Carnaval, com as características que tomou nos nossos dias, exige.
No final da década dos anos 1990, a escola não cessou de crescer e fortalecer-se, até que, convidada a participar do Grupo A em 2000, apresentou o enredo sobre Dom Pedro II e se sagrou vice-campeã, no desempate com a escola Em Cima da Hora, adquirindo o direito de desfilar em 2001 no Grupo Especial.
No Grupo Especial, a escola contou através do enredo "Um Mouro no Quilombo - Isto a História Registra" a história de um mouro que saiu da Espanha, em direção à Meca e acabou no Brasil, guerreando no Quilombo dos Palmares. Considerada como zebra do grupo de acesso A em 2000, a escola a adotou como mascote, e as trouxe no África Livre. A escola teve muitos problemas com seus carros alegóricos e terminou na última colocação.
Em 2002, de volta ao Grupo de Acesso, a Tuiuti encerrou o desfile com o dia amanhecendo, numa trégua da chuva e poucas pessoas nas arquibancadas. O enredo era uma homenagem ao carnavalesco Arlindo Rodrigues, célebre por antigos carnavais no Salgueiro e Imperatriz.
Em 2003, a Tuiuti se destacou no grupo de acesso. Com o enredo em homenagem ao centenário do pintor Cândido Portinari, apresentou um criativo desfile desenvolvido pelo carnavalesco Paulo Barros. A comissão de frente entrou com saias de pincéis giratórios, vestida de paleta de tinta em uma aquarela. No abre-alas, a grande coroa, símbolo da escola, feita com 7 500 latas de tinta, inclusive com tampas revestindo o piso, gerando um belo efeito visual. O carro com esculturas de negros carregando sacos de café, sem figuras vivas e com canhões de luz de baixo para cima, também causava impacto, assim como a alegoria que trazia espantalhos de campos de milho que coreografavam para assustar os corvos. Apesar do terceiro lugar, o desfile foi tão surpreendente que a Unidos da Tijuca convidou Paulo Barros para desenvolver o enredo da escola do Borel em 2004 no Grupo Especial, escrevendo nova história do carnaval carioca.
Em 2004, mais uma vez fechando os desfiles do grupo de acesso, a  Tuiuti reverenciou  poeta Vinícius de Moraes, desenvolvido pelo carnavalesco Jaime Cezário, mas não se destacou. No ano seguinte fez mais uma homenagem, desta vez ao jornalista Ricardo Cravo Albim, mas acabou rebaixada pro Grupo de Acesso B.
Nos anos seguintes, tentou subir de grupo, mas somente em 2008, com um enredo falando sobre o sambista Cartola, conseguiu o vice-campeonato e novamente retornou para o Grupo de acesso A em 2009.
Em 2009, o Tuiuti trouxe roletas, dados e cartas cheios de cores e brilhos para reviver a época de luxo e riqueza que marcou o imponente Cassino da Urca.
Para o carnaval de 2010, a escola fez uma releitura do enredo de 1990, uma homenagem a escritora Eneida de Moraes, onde foram acrescentadas novas ideias, como uma menção ao Carnaval virtual. A escola acabou na 12ª posição, sendo rebaixada para o ano de 2011 ao Grupo B, juntamente com a Unidos de Padre Miguel. Após o rebaixamento a escola precisou deixar sua quadra, devido a uma liminar imposta pelo DER-RJ.
Na sua volta ao Grupo B, a escola de São Cristóvão trouxe como enredo O Mais Doce Bárbaro - Caetano Veloso sobre o cantor Caetano Veloso, do carnavalesco Eduardo Gonçalves. Fez um desfile candidato a ganhar, inclusive com o homenageado desfilando. Daniel Silva foi o intérprete e Gracyanne, rainha de bateria. Última escola a desfilar na terça-feira, na Sapucaí, com esse desfile, obteve o título do Grupo de acesso B.
Para 2012, a escola contratou o carnavalesco Jack Vasconcelos, que estava na Viradouro, e Mestre Celinho (ex-Unidos da Tijuca), que estava afastado do carnaval há alguns anos. Intitulado "A tal mineira", o enredo seria sobre Clara Nunes. Terminou na última colocação, mas, devido a uma manobra que cassou os direitos da LESGA, permaneceu no grupo de acesso A. Em 2013, seguiu na mesma linha de homenagens, desta vez ao humorista Chico Anysio, falecido no ano anterior.
Em agosto de 2013, Renato Thor, abdicou de ser presidente da agremiação para se dedicar à vice-presidência da LIERJ, deixando em seu lugar o pai Jorge Honorato. Este trouxe o experiente carnavalesco Severo Luzardo, para reeditar o clássico samba-enredo Kizomba - A festa da Raça, com o qual a Vila Isabel sagrou-se campeã do Grupo Especial em 1988. A poucos meses do desfile, a escola chegou a cogitar dispensar Claudinho Tuiuti do comando da bateria, o que acabou não ocorrendo. Bastante elogiada em seu desfile, a escola se manteve no mesmo grupo para o ano seguinte.
Em 2015 a escola apostou no retorno de Jack Vasconcelos, como carnavalesco, que surpreendeu com um enredo de temática indígena, "Curumim chama Cunhantã que eu vou contar...", que foi baseado em um livro do escritor Hans Staden. Com um desfile surpreendente, tendo como destaque a sua comissão de frente, a escola acabou ficando com a 5º colocação.

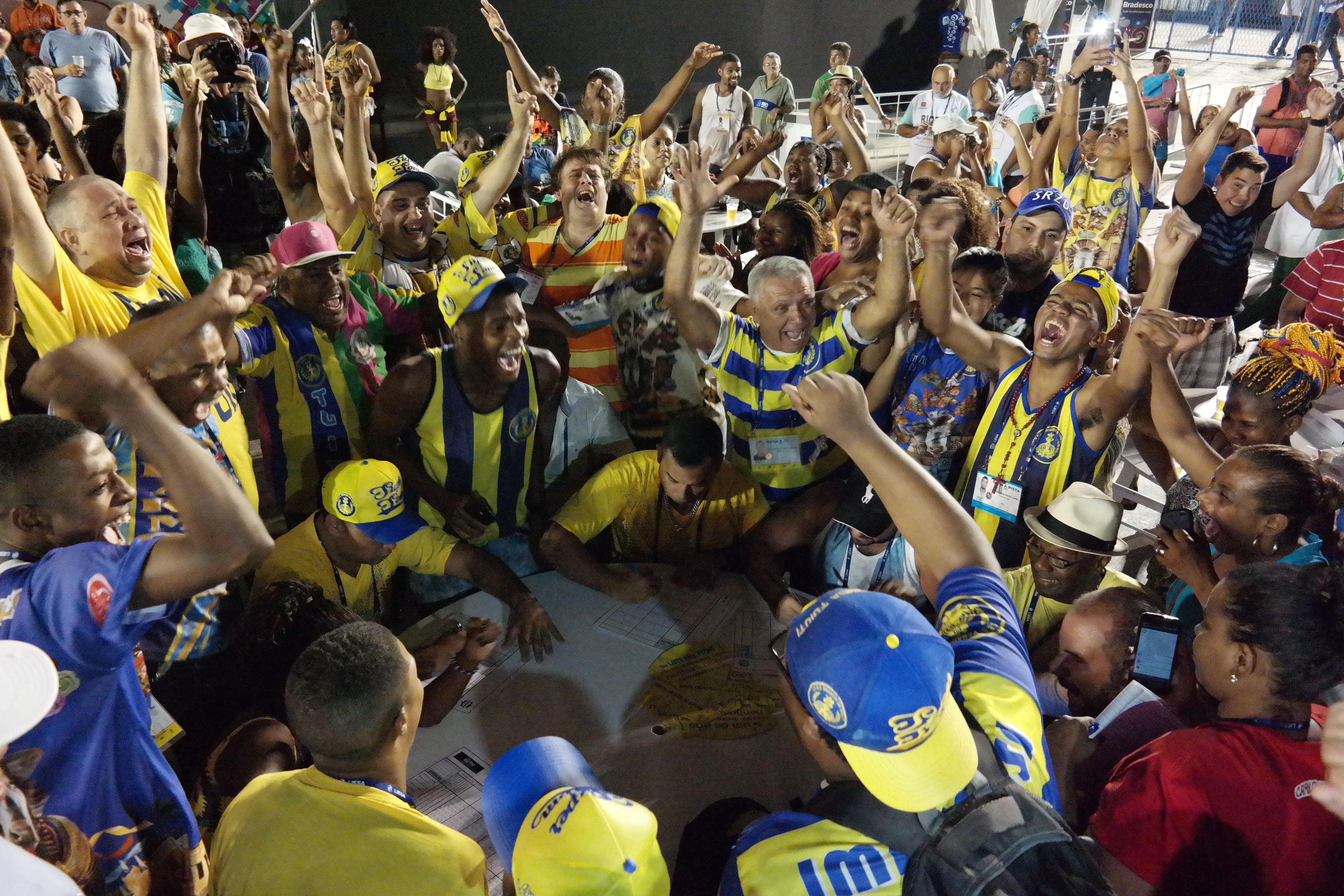
Na Praça da Apoteose, integrantes do Tuiuti comemoram o título da Série A de 2016.

Para 2016, a escola manteve Jack Vasconcellos, apesar deste também assinar o carnaval da União da Ilha. Daniel Silva continuou a frente do carro de som da escola e, a princípio, faria dupla com Ciganerey, que chegou a gravar a faixa da escola no CD da Série A. Porém, este foi chamado para assumir o microfone principal da Mangueira devido ao falecimento do interprete Luizito. Entretanto, Daniel ganhou a companhia de Leandro Santos, contratado após deixar a Estácio de Sá. A bateria continuou no comando do premiado Mestre Ricardinho, visando trazer os 120 pontos para a escola no quesito, já que em 2014 e 2015 a bateria Super Som garantiu a nota máxima (40 pontos) para a agremiação. Com o enredo "A Farra do Boi", sobre um boi que virou santo após ser dado de presente à Padre Cícero, a escola fez um desfile empolgante e conquistou a Série A perdendo apenas 0,1 dos 270 pontos possíveis, garantindo assim seu retorno ao Grupo Especial depois de 15 anos.
Para o carnaval de 2017, a agremiação se reforçou com o experiente casal de Mestre-Sala e Porta-Bandeira Marquinhos e Giovanna, vindos da Viradouro, e com o intérprete Wantuir, vindo da Portela, para fazer dupla com Daniel Silva, mas este se desligou da escola posteriormente acertando com o Império da Tijuca. O enredo foi "Carnavaleidoscópio Tropifágico", que falava sobre os 50 anos do movimento Tropicália. A escola fez uma apresentação bonita, mas sem muito destaque. Na apuração, terminou em décimo segundo lugar, mas por conta dos inúmeros acidentes ocorridos nos dois dias de desfile das Escolas de Samba (um deles envolvendo a própria Tuiuti, com a última alegoria prensando algumas pessoas na grade do Setor 1, ferindo cerca de vinte - entre os feridos, a radialista Liza Carioca, que falecera dois meses depois) a LIESA decidiu vetar o rebaixamento para a Série A no ano de 2017. Sendo assim, a Paraíso do Tuiuti permanece no Grupo Especial para o carnaval de 2018, fazendo sua melhor participação na elite do samba carioca - dois anos consecutivos.
- 2018: "Meu Deus, Meu Deus, Está Extinta a Escravidão?"

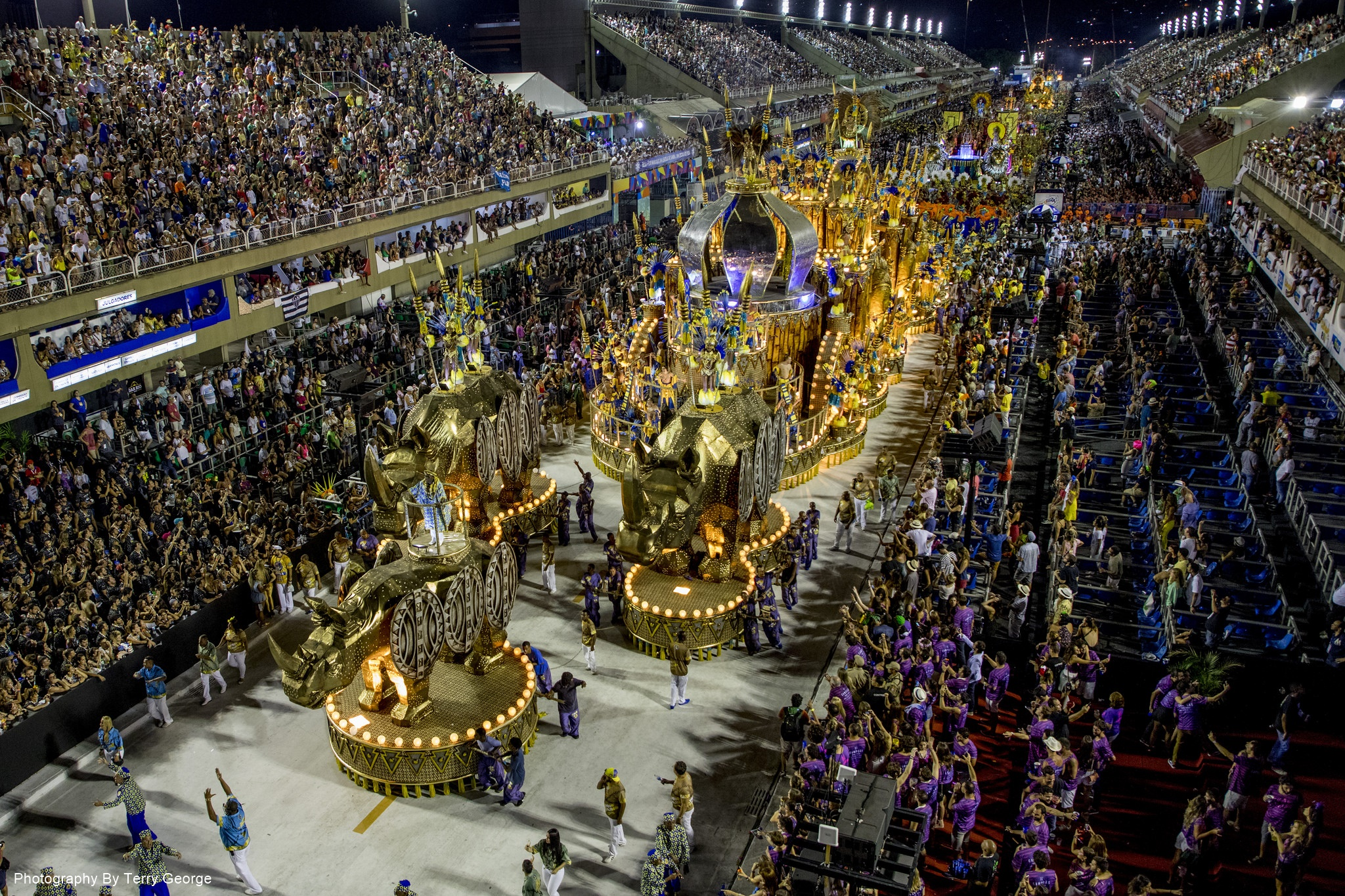
Abre-alas do desfile de 2018.

Para o carnaval de 2018 o enredo da escola foi sobre os 130 anos da Lei Áurea, cujo título foi "Meu Deus! Meu Deus! Está extinta a escravidão?", assinado por Jack Vasconcelos em seu quinto ano na escola. A agremiação montou um trio de intérpretes com Nino do Milênio e, importados do carnaval de São Paulo, Celsinho Mody e Grazzi Brasil; e contratou o casal de mestre-sala e porta-bandeira Marlon Flores e Danielle Nascimento. Diferente dos anos anteriores, o Tuiuti optou por encomendar seu samba-enredo à compositores da escola. Com este enredo, a escola surpreendeu e o desfile repercutiu no Sambódromo e nas redes sociais, pela comissão de frente que representava "o grito de liberdade" e por criticar as reformas trabalhistas do Governo Temer. Uma ala, denominada "Manifestoches", ironizou os protestos a favor do impeachment da ex-presidente Dilma Rousseff. Na última alegoria, uma sátira a manifestantes marionetes, que são manipulados por grupos poderosos e um destaque central caracterizado de vampiro com uma faixa presidencial, em alusão ao então presidente Michel Temer. Na apuração, conquistou o vice-campeonato com um décimo de diferença para a Beija-Flor, sendo o melhor resultado de sua história.
- 2019: "O Salvador da Pátria"

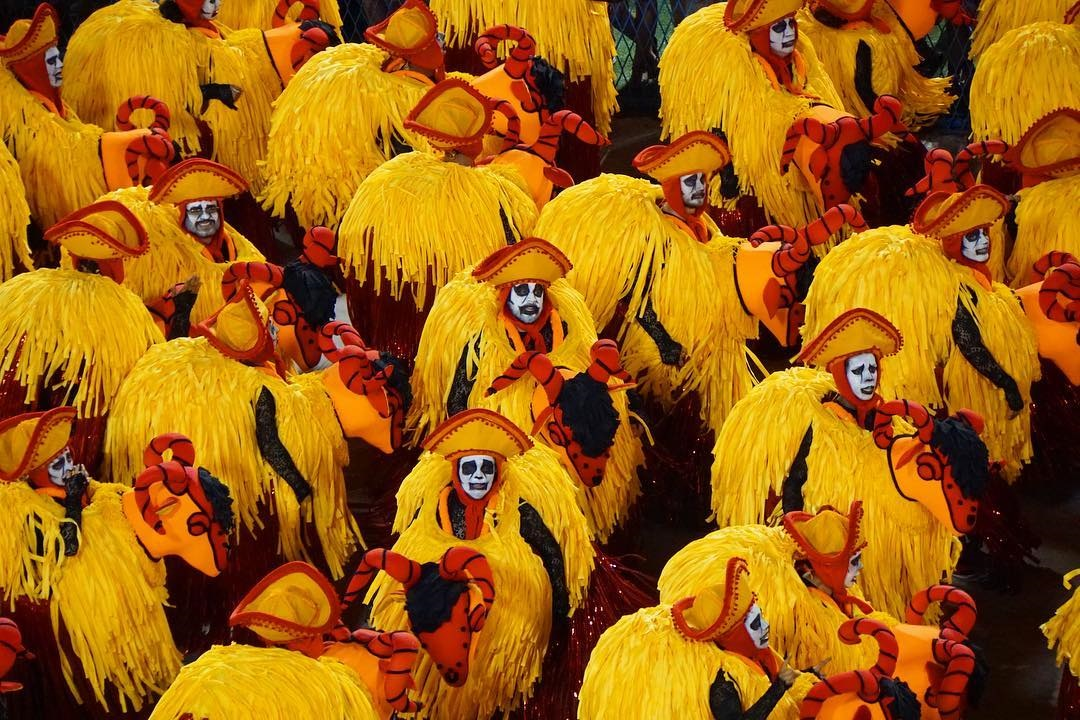
"O bode picando a mula do Sertão", ala vencedora do Estandarte de Ouro 2019.

Para o carnaval de 2019, a escola manteve boa parte da equipe do ano anterior, com exceção do premiado coreógrafo Patrick Carvalho que trocou o Tuiuti pela Unidos de Vila Isabel. Para assumir a direção de sua comissão de frente, a escola contratou o primeiro bailarino do Theatro Municipal do Rio, Filipe Moreira, e sua esposa, a também bailarina e solista do Municipal, Élida Brum. Em seu quinto carnaval na escola, Jack Vasconcelos desenvolveu um enredo sobre a história do Bode Ioiô. O animal foi eleito vereador em Fortaleza ao receber votos em forma de protesto contra os políticos da região. Quinta escola a se apresentar na segunda noite do Grupo Especial, o Tuiuti fez um desfile correto plasticamente, mas com problemas em quesitos de pista. A escola teve dificuldades com a evolução. A última alegoria demorou a andar e algumas partes foram retiradas para ela entrar na avenida. Ao final, componentes tiveram que acelerar o passo para a escola não ultrapassar o tempo limite de desfile. Uma das alas da agremiação simbolizava a luta entre "o bode da resistência e a coxinha ultraconservadora", fazendo referência à polarização política entre esquerda e direita. O Tuiuti recebeu os prêmios Estandarte de Ouro, SRZD e S@mba-Net de melhor enredo do ano, além do Estandarte de Ouro de melhor ala. A escola se classificou em oitavo lugar. Após o carnaval, Jack Vasconcelos deixou a escola, se transferindo para a Mocidade Independente. 

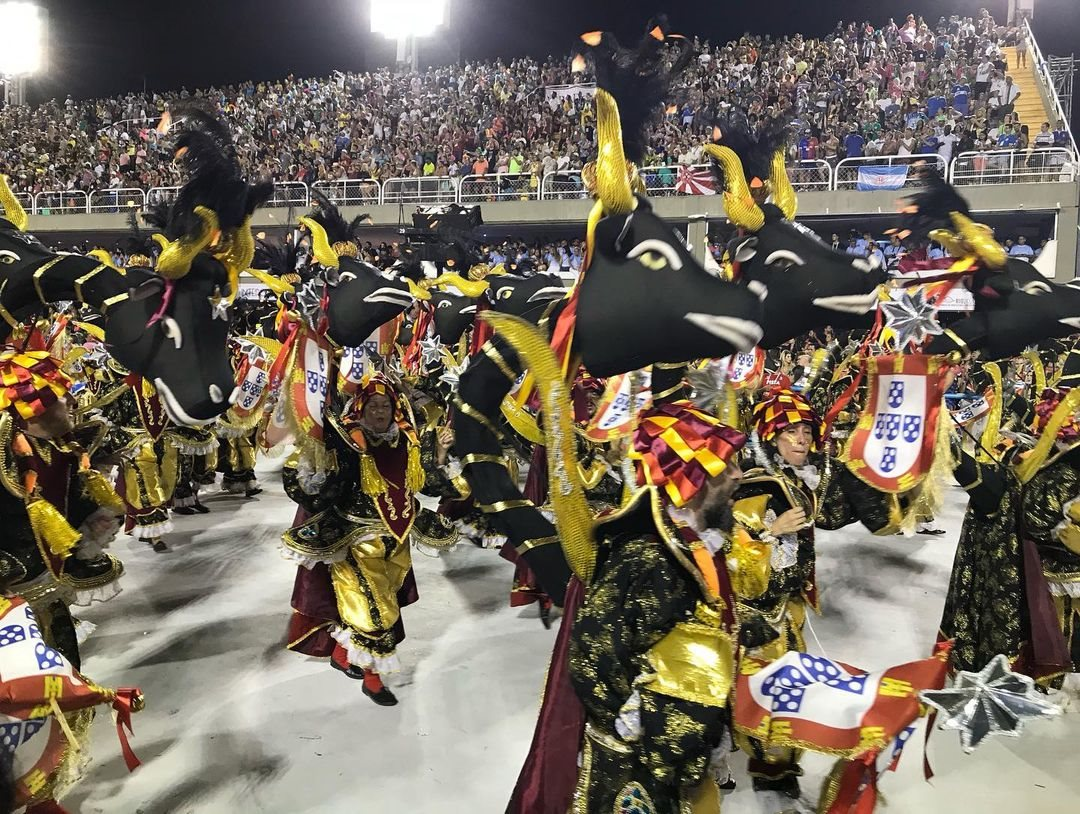
Desfile do Tuiuti no carnaval de 2020.

- 2020: "O Santo e o Rei: Encantarias de Sebastião"

Para o carnaval de 2020, a escola contratou o carnavalesco João Vitor Araújo, egresso da Unidos de Padre Miguel. João desenvolveu um enredo sobre o Rei Sebastião I de Portugal e o mito em torno de seu desaparecimento; e sobre São Sebastião, santo padroeiro do Rio de Janeiro e do Paraíso do Tuiuti. Márcio Moura assumiu a direção da comissão de frente da escola. Nino do Milênio retornou a escola para formar dupla com Celsinho Mody, reeditando a parceria do carnaval de 2018. Lívia Andrade assumiu o posto de rainha da bateria SuperSom. Após dois anos cortando a verba pela metade, o prefeito Marcelo Crivella decidiu cortar integralmente a subvenção das escolas que desfilam no Sambódromo. O Tuiuti foi a quarta escola a se apresentar na primeira noite do Grupo Especial de 2020. Com o desfile, a escola obteve o décimo primeiro lugar, uma posição antes da zona de rebaixamento. Após o carnaval, a escola realizou uma reformulação geral em seus segmentos, com exceção do intérprete Celsinho Mody, que foi mantido no cargo. Entre os demitidos estava Mestre Ricardinho, que há quase dez anos dirigia a bateria da escola.
- 2021/2022: "Ka Ríba Tí Ye – Que Nossos Caminhos Se Abram"

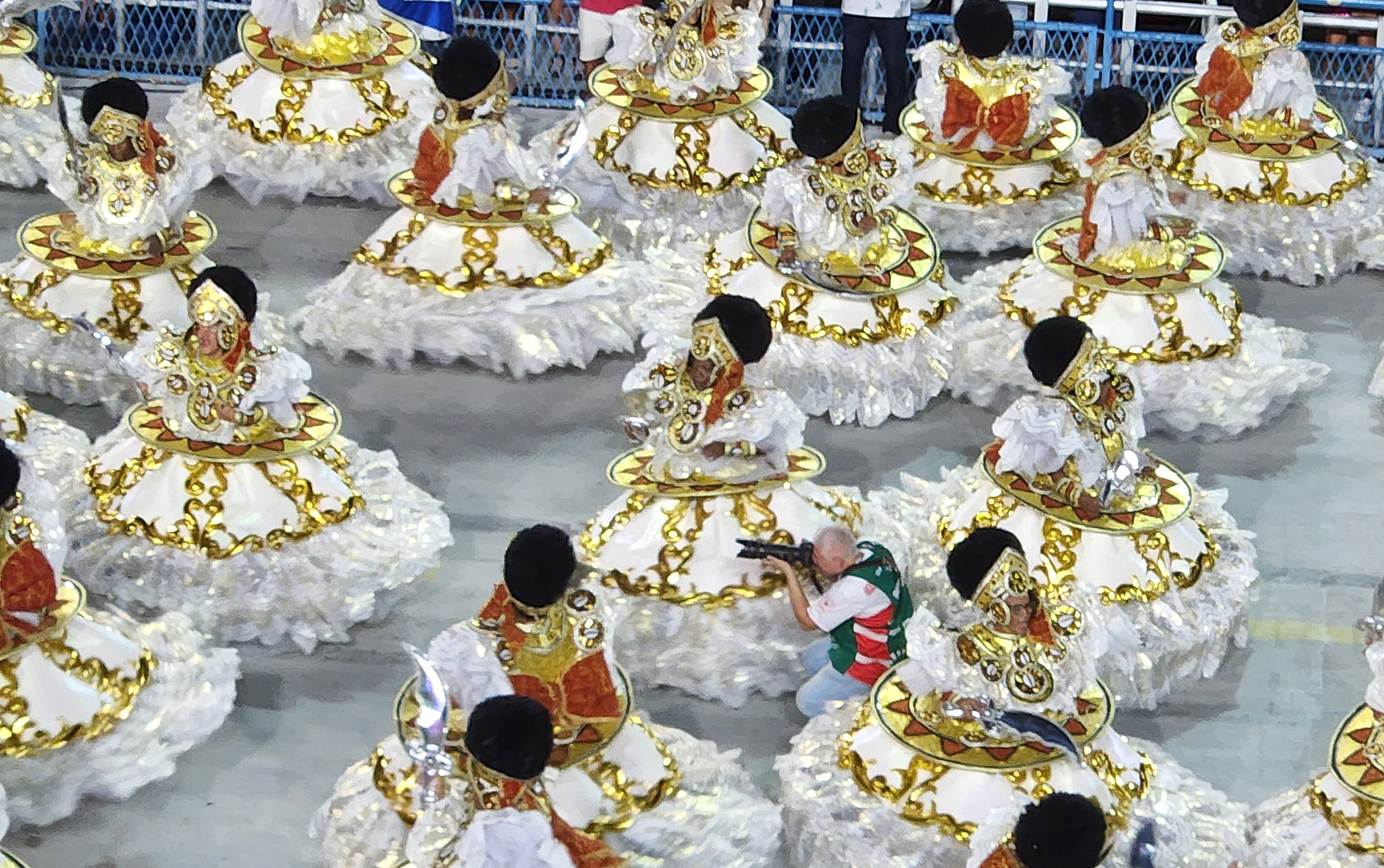
Ala de baianas do Tuiuti no carnaval de 2022.

Preparando-se para realizar o carnaval em 2021, o Tuiuti contratou o carnavalesco Paulo Barros (de volta à agremiação onde assinou o carnaval de 2003); Mestre Marcão (que por quatorze anos dirigiu a bateria do Salgueiro e estava há dois anos sem escola), o casal de mestre-sala e porta-bandeira Raphael Rodrigues e Dandara Ventapane, e o coreógrafa Claudia Mota para a comissão de frente. Thay Magalhães assumiu o posto de rainha de bateria da escola, mas foi ofuscada pela princesa da bateria, Mayara Lima, que viralizou nas redes sociais com um vídeo sambando de forma sincronizada com a bateria. A princípio, Paulo Barros faria o enredo "Soltando os Bichos", tratando da proteção dos animais sob a ótica infantil e de forma leve e descontraída. A escola chegou a realizar uma disputa de samba-enredo, mas, devido ao avanço da Pandemia de COVID-19 em todo o mundo, o desfile das escolas de samba de 2021 foi cancelado, sendo a primeira vez, desde a criação do concurso, em 1932, que o evento não foi realizado. Com o agravamento da pandemia, as escolas paralisaram as atividades presenciais nas quadras e barracões, mas seguiram se programando para o desfile futuro. Em abril de 2021, a Tuiuti anunciou um novo enredo, sobre histórias de luta, sabedoria e resistência dos negros, sendo o primeiro tema afro desenvolvido por Paulo Barros em sua carreira. Segundo o carnavalesco, o enredo anterior estava pronto "só no papel". E que, ao fazer novas pesquisas, descobriu o novo tema e apresentou a ideia ao presidente da escola, Renato Thor, que concordou com a mudança. No final do ano, com a campanha de vacinação contra a COVID e a diminuição de mortes pela doença, as escolas retomaram os ensaios para o carnaval de 2022. Por causa do aumento dos casos de COVID no país, devido ao avanço da variante Ómicron, o desfile das escolas de samba, que ocorreriam no carnaval de 2022, foram adiados para abril do mesmo ano, durante o feriado de Tiradentes. Com o retorno de Eduardo Paes à Prefeitura do Rio de Janeiro, a subvenção voltou a ser paga às agremiações. O Paraíso do Tuiuti abriu a segunda noite de desfiles do Grupo Especial, excepcionalmente realizada numa noite/madrugada de sábado para domingo. Com uma apresentação marcada por problemas de evolução e visual, a escola repetiu o 11.° lugar, uma posição acima do rebaixamento. A bateria da escola recebeu os prêmios Estrela do Carnaval, SRZD e Troféu Tupi.
- 2023: "Mogangueiro da Cara Preta"

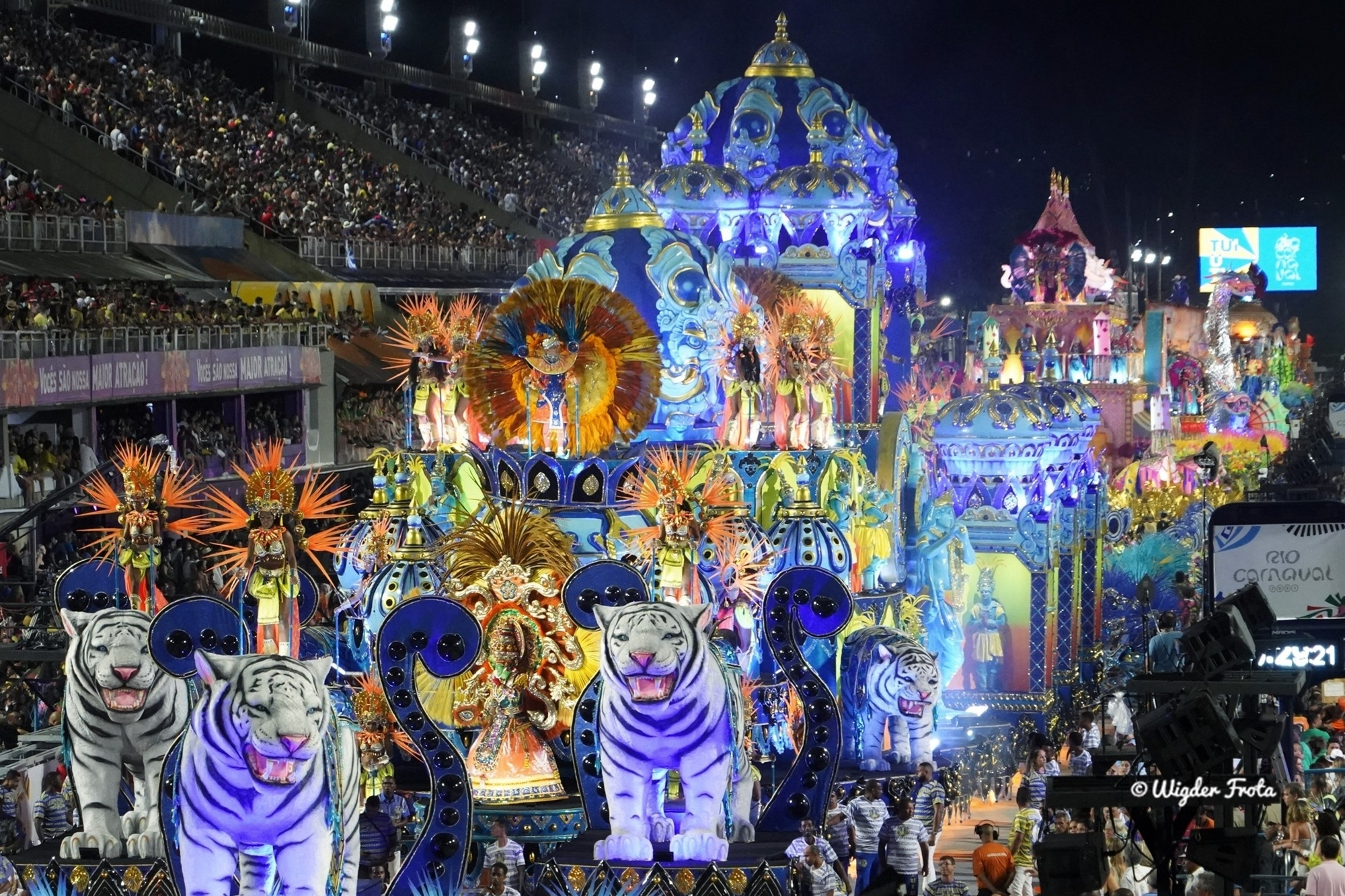
Desfile do Tuiuti no carnaval de 2023.

Após o carnaval de 2022, Paulo Barros se desligou da escola, se transferindo para a Unidos de Vila Isabel. Para substituir Barros, o Tuiuti contratou Rosa Magalhães (desligada da Imperatriz) e João Vitor Araújo (que estava na Cubango e volta à agremiação). A escola também contratou o intérprete Wander Pires, que se demitiu da Mocidade. Lucas Maciel e Karina Dias assumiram a direção da comissão de frente. Mayara Lima foi coroada como nova rainha da bateria SuperSom. Rosa e João desenvolveram um enredo sobre a chegada dos búfalos ao Brasil, na Ilha de Marajó, e sua transformação em manifestação cultural. Abrindo a segunda-feira de carnaval, a escola fez um desfile elogiado por público e crítica, sendo agraciado com o Estandarte de Ouro em quatro categorias (samba-enredo, bateria, intérprete e comissão de frente), mas terminou a apuração com o oitavo lugar.
- 2024: "Glória ao Almirante Negro!"

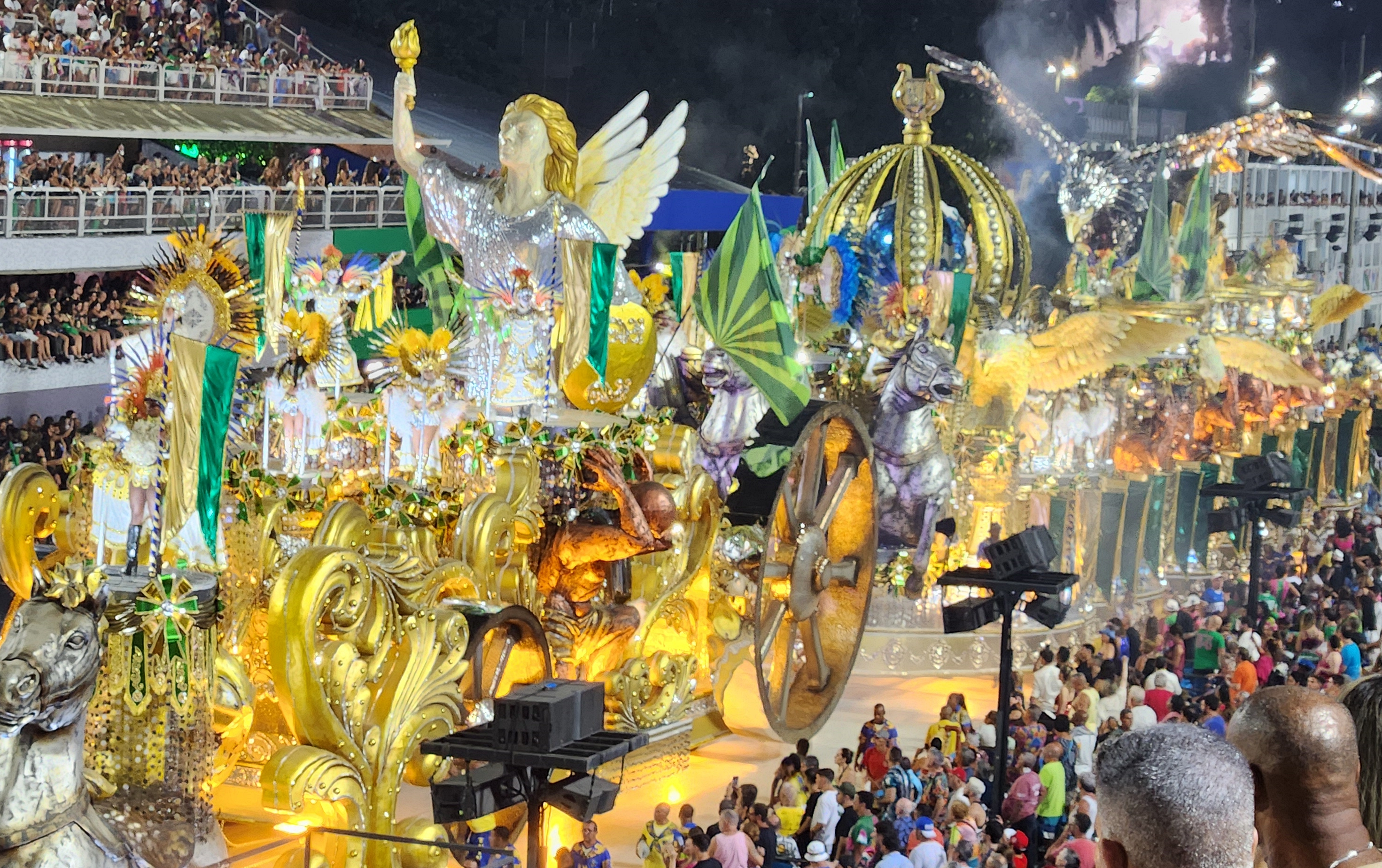
Carro abre-alas do Tuiuti no carnaval de 2024.

Após o desfile de 2023, a escola perdeu diversos segmentos: o carnavalesco João Vitor Araújo se transferiu para a Beija-Flor, enquanto Rosa Magalhães foi dispensada. O intérprete Wander Pires deixou a escola para acertar com a Viradouro, enquanto os coreógrafos Lucas Maciel e Karina Dias se transferiram para a Mangueira. Para substituí-los, o Tuiuti contratou o carnavalesco Jack Vasconcelos (que retornou à escola após cinco anos), o intérprete Pixulé, egresso da Unidos de Bangu, e os coreógrafos Claudia Mota (também de volta à escola) e Edifranc Alves. Para o carnaval de 2024, foi escolhido o enredo "Glória ao Almirante Negro!", sobre a história de João Cândido, militar brasileiro, líder da Revolta da Chibata. O Tuiuti foi a quinta escola a se apresentar na segunda noite do Grupo Especial. Especialistas elegeram a bateria de Mestre Marcão como o destaque da apresentação, e apontaram que o samba-enredo do desfile não empolgou o público, além de problemas de acabamento em alegorias e fantasias e erros de evolução. No julgamento oficial do carnaval, o Tuiuti garantiu a pontuação máxima apenas nos quesitos Bateria, Comissão de Frente e Mestre-Sala e Porta-Bandeira, se classificando em nono lugar.
- 2025: "Quem Tem Medo de Xica Manicongo?"

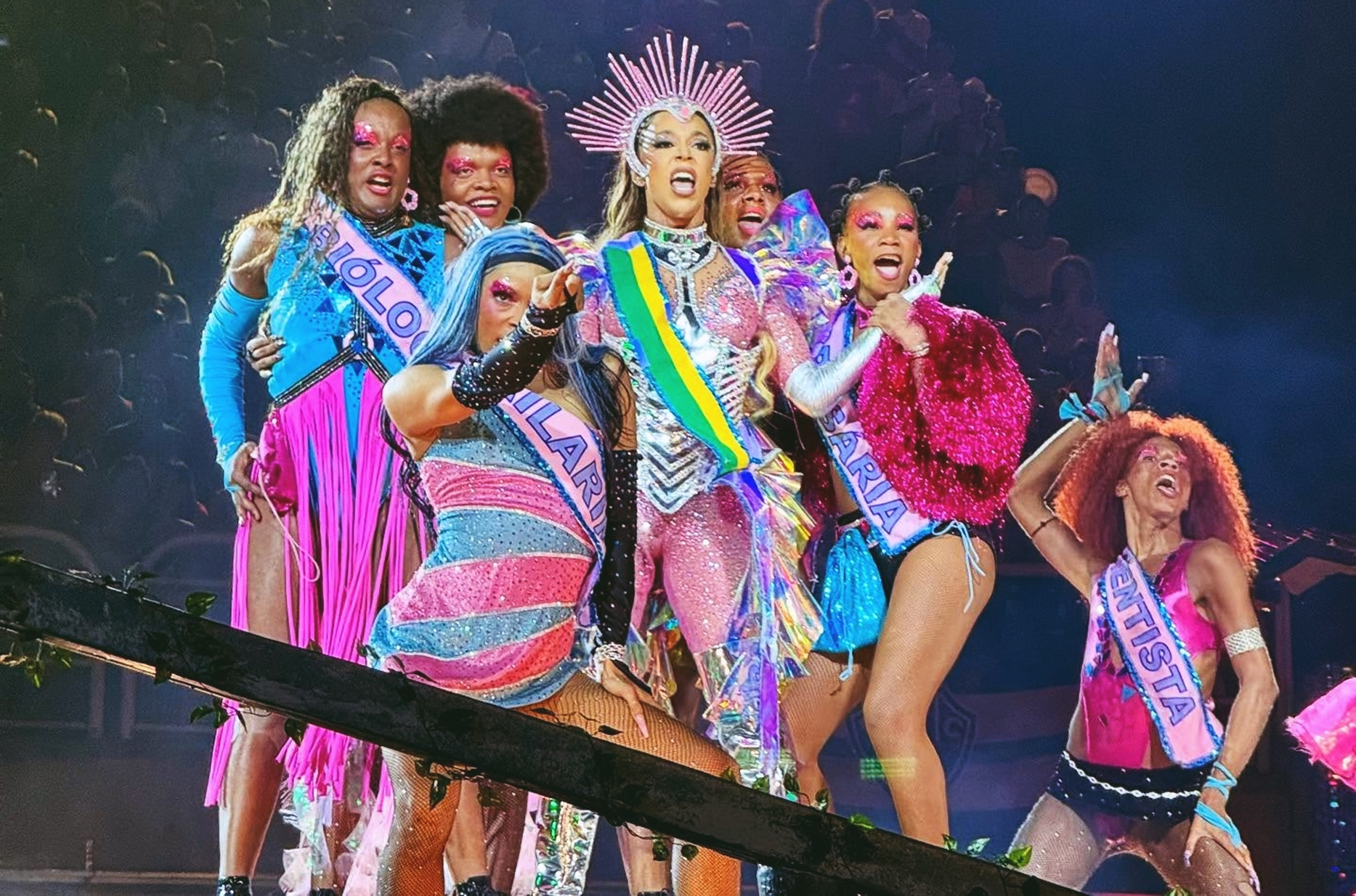
Erika Hilton, ao centro, com uma faixa presidencial, na Comissão de Frente do Tuiuti no carnaval de 2025.

Para o carnaval de 2025, o Tuiuti escolheu um enredo sobre Francisco Manicongo, africano homossexual escravizado, que viveu na Bahia, na segunda metade do século XVI, e foi condenado pela Santa Inquisição por se vestir e viver como mulher. Séculos mais tarde, virou figura de destaque na comunidade LGBT, passou a ser referenciada como Xica Manicongo, sendo considerada a primeira travesti documentada do Brasil. O Tuiuti mudou sua direção de carnaval e harmonia, que passou a ser comandada por uma comissão formada por André Gonçalves (Andrezinho), Thiago Dias, Rodrigo Soares e Allan Guimarães. Os demais segmentos foram renovados. A partir desse ano, o desfile do Grupo Especial passou a ser dividido em três noites, com quatro escolas se apresentando em cada noite. O Tuiuti foi a segunda escola a se apresentar na terceira noite (terça-feira). O desfile da agremiação foi prejudicado por problemas de evolução. A apresentação teve início com deslocamento muito lento e, para compensar, componentes precisaram acelerar o passo da metade para o final para não ultrapassar o tempo limite de desfile. A escola ainda teve dificuldade para manobrar a última alegoria, enquanto a quarta se chocou contra uma grade próxima a um dos módulo de jurados. A escola ainda teve "buracos" (espaços vazios) entre as alas. A então deputada federal Erika Hilton discursou antes do início do desfile e participou da Comissão de Frente. Além de Erika, o desfile teve a participação de diversas mulheres trans e travestis como a deputada federal Duda Salabert, a deputada estadual Dani Balbi, e a cantora Pepita. Com o desfile, a escola se classificou em décimo lugar. O Tuiuti conseguiu a pontuação máxima apenas nos quesitos Bateria, Enredo e Mestre-Sala e Porta-Bandeira, perdendo muitos pontos nos demais quesitos. A escola teve o enredo mais premiado do ano, além de receber o Estandarte de Ouro de Inovação pelo ineditismo do enredo sobre a causa trans.
- 2026: "Lonã Ifá Lukumi"

Para o carnaval de 2026, a escola realizou diversas mudanças em sua equipe. Com a transferência de Raphael e Dandara para a Vila Isabel, o Tuiuti promoveu sua segunda porta-bandeira, Rebeca Tito, e contratou o mestre-sala Vinícius Antunes, que estava na Unidos de Padre Miguel. Com passagem marcante pela Unidos de Padre Miguel, o coreógrafo David Lima assumiu a Comissão de Frente, substituindo Claudia Mota e Edifranc Alves, que se transferiram para a Portela. Rodrigo Soares e Andrezinho seguiram sozinhos na Direção de Harmonia; enquanto Leandro Azevedo retornou à Direção de Carnaval após sete anos afastado da escola. O carnavalesco Jack Vasconcelos foi mantido e escolheu um enredo sobre a tradição cubana lucumí, uma vertente afro-religiosa que ganhou espaço nos terreiros de candomblés do Brasil.

## Carnavais
| Ano  | Colocação               | Divisão                     | Enredo | Carnavalesco(a)                      | Ref.                   |
| ---- | ----------------------- | --------------------------- | --- | ------------------------------------ | ---------------------- |
| 1955 | 10.º Lugar              | Grupo 1                     | "Apoteose a Edgar Roquete Pinto" | Júlio Mattos                         | [ 6 ]                  |
| 1956 | 12.º Lugar              | Grupo 1                     | "O Circo, a Grande Parada" | Júlio Mattos                         | [ 5 ]                  |
| 1957 | 17.º Lugar (Rebaixada)  | Grupo 1                     | "Meus Sonhos de Criança" | Júlio Mattos                         | [ 85 ]                 |
| 1958 | 3.º Lugar (Promovida)   | Grupo 2                     | "Homenagem ás Forças Armadas" | Júlio Mattos                         | [ 6 ]                  |
| 1959 | 15.º Lugar (Rebaixada)  | Grupo 1                     | "Batalha do Tuiuti" | Júlio Mattos                         | [ 5 ]                  |
| 1960 | 11.º Lugar              | Grupo 2                     | "Do Terço Velho ao Sampaio da FEB" | Júlio Mattos                         | [ 85 ]                 |
| 1961 | 14.º Lugar (Rebaixada)  | Grupo 2                     | "Exaltação a Pedro Américo, Castro Alves e Rui Barbosa" | Júlio Mattos                         | [ 6 ]                  |
| 1962 | A escola não desfilou   | A escola não desfilou       | A escola não desfilou | A escola não desfilou                | [ 5 ]                  |
| 1963 | 18.º Lugar              | Grupo 3                     | "Glória a Villa-Lobos" | Júlio Mattos                         | [ 85 ]                 |
| 1964 | 3.º Lugar (Promovida)   | Grupo 3                     | "Uma Formatura nas Agulhas Negras" | Júlio Mattos                         | [ 6 ]                  |
| 1965 | 8.º Lugar               | Grupo 2                     | "Rio, Quatro Séculos de Glória" (Compositores do samba: Sirley F. Ramos e Walter Marçal) | Júlio Mattos                         | [ 5 ]                  |
| 1966 | 15.º Lugar (Rebaixada)  | Grupo 2                     | "Sonho de Uma Noite de Carnaval" | Júlio Mattos                         | [ 85 ]                 |
| 1967 | A escola não desfilou   | A escola não desfilou       | A escola não desfilou | A escola não desfilou                | [ 6 ]                  |
| 1968 | Campeã (Promovida)      | Grupo 3                     | "São Cristóvão, Bairro Imperial" (Compositores do samba: Walter Marçal e Cirley) | Júlio Mattos                         | [ 5 ]                  |
| 1969 | 3.º Lugar               | Grupo 2                     | "O Mundo da Poesia de Olavo Bilac" | Júlio Mattos                         | [ 85 ]                 |
| 1970 | 7.º Lugar               | Grupo 2                     | "Alencar, Patriarca da Literatura Brasileira" (Compositores do samba: Vicente Arides) | Júlio Mattos                         | [ 6 ]                  |
| 1971 | 6.º Lugar               | Grupo 2                     | "Rio, Carnaval e Batucada" (Compositores do samba: Noca da Portela e Poliba) | Júlio Mattos                         | [ 5 ]                  |
| 1972 | 3.º Lugar               | Grupo 2                     | "Sempre Brasil" (Compositores do samba: Sirley, Savi e Walter Marçal) | Júlio Mattos                         | [ 85 ]                 |
| 1973 | 5.º Lugar               | Grupo 2                     | "Os Imortais da Música Brasileira" (Compositores do samba: Noca da Portela e Poliba) | Júlio Mattos                         | [ 6 ]                  |
| 1974 | 12.º Lugar              | Grupo 2                     | "Olimpíadas, Festa de Um Povo" (Compositores do samba: Sirley, Savi e Walter Marçal) | Júlio Mattos                         | [ 5 ]                  |
| 1975 | 7.º Lugar               | Grupo 2                     | "Obra e vida de Cecília Meireles" (Compositores do samba: Noca da Portela e Poliba) | Júlio Mattos                         | [ 85 ]                 |
| 1976 | 8.º Lugar               | Grupo 2                     | "Cobra Norato" | Júlio Mattos                         | [ 6 ]                  |
| 1977 | 17.º Lugar (Rebaixada)  | Grupo 2                     | "Brasil Caboclo" (Compositores do samba: Mauro Rosas, Otolino Lopes e Carlos Martins) | Ildebrando                           | [ 5 ]                  |
| 1978 | 6.º Lugar (Rebaixada)   | Grupo 3                     | "Carnaval de Ontem e de Hoje" | Júlio Mattos                         | [ 85 ]                 |
| 1979 | 6.º Lugar               | Grupo 2B (quarta divisão)   | "Orlando Silva" | Júlio Mattos                         | [ 6 ]                  |
| 1980 | Campeã (Promovida)      | Grupo 2B (quarta divisão)   | "É a Sorte" | Maria Augusta                        | [ 5 ]                  |
| 1981 | 9.º Lugar               | Grupo 2A (terceira divisão) | "Exaltação a Vinícius de Moraes" | Maria Augusta                        | [ 85 ]                 |
| 1982 | Vice-campeã (Promovida) | Grupo 2A (terceira divisão) | "Alegria" | Maria Augusta                        | [ 6 ]                  |
| 1983 | 8.º Lugar               | Grupo 1B (segunda divisão)  | "Vamos Falar de Amor" (Compositores do samba: Beto Xangô e Dentinho) | Maria Augusta                        | [ 5 ]                  |
| 1984 | 11.º Lugar (Rebaixada)  | Grupo 1B (segunda divisão)  | "1984, Um Ano de Otimismo" (Compositores do samba: Vicente Arides) | Billy Acioli                         | [ 85 ]                 |
| 1985 | 3.º Lugar               | Grupo 2A (terceira divisão) | Axé Raça Negra | Billy Acioli                         | [ 6 ]                  |
| 1986 | 4.º Lugar               | Grupo 2A (terceira divisão) | "A Neta da Chiquita Bacana" (Compositores do samba: Jorge Cabeleira, Oliba, Geraldo Martins e Madeira)                                                                                          | Billy Acioli                         | [ 5 ]                  |
| 1987 | Campeã (Promovida)      | Grupo 3 (terceira divisão)  | "Força Viva do Samba, Pagode" | Júlio Mattos                         | [ 85 ]                 |
| 1988 | 6.º Lugar               | Grupo 2 (segunda divisão)   | "Filho de Branco É Menino, Filho de Negro É Moleque; Moleque Taí? Vem Cá Moleque, Vem Cá Apanhar" (Compositores do samba: Zé Lobo, Cocada, Bidubi do Tuiuti, Jorge Neguinho e Rodolfo da Bacia) | Júlio Mattos                         | [ 6 ]                  |
| 1989 | 6.º Lugar               | Grupo 2 (segunda divisão)   | "Folclore, Tradição Popular" (Compositores do samba: Poliba, Jorge Cabeleira, Toninho 70 e Fernando M.)                                                                                         | Júlio Mattos                         | [ 5 ]                  |
| 1990 | 9.º Lugar               | Grupo A (segunda divisão)   | "Eneida, o Pierrot Está de Volta" (Compositores do samba: Aldir, Parim, Jorge Neguinho e Fernando J.)                                                                                           | Júlio Mattos                         | [ 85 ]                 |
| 1991 | 11.º Lugar (Rebaixada)  | Grupo A (segunda divisão)   | "Asa Branca" (Compositores do samba: Valéria, Fernanda e Carmen) | Beto Maia e Lu Ferreira              | [ 6 ]                  |
| 1992 | 10.º Lugar              | Grupo B (terceira divisão)  | "Será que Vai Dar Praia?" | Máslova Valença e Fernanda Junqueira | [ 5 ]                  |
| 1993 | 11.º Lugar              | Grupo B (terceira divisão)  | "Os Anjos" | Guilherme Santos                     | [ 85 ]                 |
| 1994 | 10.º Lugar              | Grupo B (terceira divisão)  | "Nas Asas do Tuiuti" | Billy Acioli                         | [ 6 ]                  |
| 1995 | 5.º Lugar               | Grupo B (terceira divisão)  | "Recicla Brasil" | Sérgio Marimba                       | [ 5 ]                  |
| 1996 | 3.º Lugar               | Grupo C (quarta divisão)    | "A Raça em Movimento" | Sérgio Marimba                       | [ 85 ]                 |
| 1997 | Campeã (Promovida)      | Grupo C (quarta divisão)    | "Um Príncipe Negro nas Ruas do Rio" | Sérgio Marimba                       | [ 6 ]                  |
| 1998 | 4.º Lugar               | Grupo B (terceira divisão)  | "Oui, oui, a França Esteve Aqui" (Compositores do samba: Sirley, Jurandir, Alceu, Binho e Moreno)                                                                                               | Soller Divino                        | [ 5 ]                  |
| 1999 | 3.º Lugar (Promovida)   | Grupo B (terceira divisão)  | "Uma Delícia Glacial no País do Carnaval" (Compositores do samba: Rafael, Humberto e Shabba do Pandeiro)                                                                                        | Paulo Menezes                        | [ 86 ]                 |
| 2000 | Vice-campeã (Promovida) | Grupo A (segunda divisão)   | "Um Monarca na Fuzarca" (Compositores do samba: Meia Noite, Jurandir, Gil Azeitona, Mestre Arerê, Tunico do Pandeiro, Serginho da Ilha e César Som Livre)                                       | Paulo Menezes                        | [ 87 ] [ 88 ]          |
| 2001 | 14.º Lugar (Rebaixada)  | Especial (primeira divisão) | "Um Mouro no Quilombo: Isto a História Registra" (Compositores do samba: César Som Livre, Kleber Rodrigues, David Lima e Cláudio Martins)                                                       | Paulo Menezes                        | [ 89 ] [ 90 ]          |
| 2002 | 4.º Lugar               | Grupo A (segunda divisão)   | "Arlindo, Arlequins e Querubins: Um Carnaval no Paraíso" (Compositores do samba: Waltinho Fontoura, Bahia, Luiz Pinheiro e Catimba do Tuiuti)                                                   | Paulo Menezes                        | [ 91 ]                 |
| 2003 | 4.º Lugar               | Grupo A (segunda divisão)   | "Tuiuti Desfila o Brasil em Telas de Portinari" (Compositores do samba: Fernando de Lima, Silvão, Doutor e Eli Penteado)                                                                        | Paulo Barros                         | [ 92 ] [ 93 ]          |
| 2004 | 8.º Lugar               | Grupo A (segunda divisão)   | "Olha que Coisa mais Linda, o Poeta Está no Paraíso" (Compositores do samba: Eric e Zezé) | Jaime Cezário                        | [ 94 ] [ 95 ]          |
| 2005 | 9.º Lugar (Rebaixada)   | Grupo A (segunda divisão)   | "Cravo de Ouro, Eu Também Sou da Lira e não Quero Negar" (Compositores do samba: Ceí, Reza, Pelé, Jurandir e Wanderlei)                                                                         | Rodrigo Siqueira                     | [ 96 ] [ 97 ]          |
| 2006 | Vice-campeã             | Grupo B (terceira divisão)  | "O Imperador Morava ali, do Outro Lado do Tuiuti" (Compositores do samba: Du Pagode, Fabio Malafaia, J. Junior e Marcelo Pagodeiro)                                                             | Marcos Januário e Marcelo Andrade    | [ 98 ] [ 99 ]          |
| 2007 | 3.º Lugar               | Grupo B (terceira divisão)  | "Vamos Falar de Amor" (Reedição do enredo de 1983) (Compositores do samba: Beto Xangô e Dentinho)                                                                                               | Marcelo Andrade                      | [ 100 ] [ 101 ]        |
| 2008 | Vice-campeã (Promovida) | Grupo B (terceira divisão)  | "Cartola, Teu Cenário É Uma Beleza" (Compositores do samba: Betinho do Cavaco, Cássia Novelli, Silvão, Aníbal e Jeronimo GG)                                                                    | Eduardo Silva                        | [ 102 ] [ 103 ]        |
| 2009 | 7.º Lugar               | Grupo A (segunda divisão)   | "O Cassino da Urca" (Compositores do samba: Aníbal, Gilmar Silva, Jurandir, Jerônimo GG, Fábio Malafaia e Jurandir Terra)                                                                       | Edu Gonçalves                        | [ 104 ]                |
| 2010 | 12.º Lugar (Rebaixada)  | Grupo A (segunda divisão)   | "Eneida, o Pierrot Está de Volta" (Reedição do enredo de 1990) (Compositores do samba: Aníbal, Jr. Fionda, Luis Caxias, Marcio de Campos Novos, Reza e Ceí)                                     | Edu Gonçalves                        | [ 105 ]                |
| 2011 | Campeã                  | Grupo B (terceira divisão)  | "O Mais Doce Bárbaro - Caetano Veloso" (Compositores do samba: Eric Souza, Elton Divino, Rodrigo Monteiro, Zezé e Gê Tuiuti)                                                                    | Edu Gonçalves                        | [ 106 ]                |
| 2012 | 9.º Lugar               | Grupo A (segunda divisão)   | "Clara Nunes - A Tal Mineira" (Compositores do samba: Jurandir, Anibal, Adauto Alves, Reza e Pelé)                                                                                              | Jack Vasconcelos                     | [ 14 ] [ 107 ] [ 108 ] |
| 2013 | 13.º Lugar              | Série A (segunda divisão)   | "Ao Mestre do Riso com Carinho: As Caras do Brasil" (Compositores do samba: André Kaballa, Leandro Kfé, Thiago Meiners, Júnior Santana e Bolão Bombeiro)                                        | Cid Carvalho                         | [ 109 ] [ 110 ]        |
| 2014 | 8.º Lugar               | Série A (segunda divisão)   | "Kizomba, a Festa da Raça" (Reedição do enredo de 1988 da Vila Isabel) (Compositores do samba: Rodolpho de Souza, Jonas Rodrigues e Luiz Carlos da Vila)                                        | Severo Luzardo                       | [ 18 ]                 |
| 2015 | 5.º Lugar               | Série A (segunda divisão)   | "Curumim Chama Cunhantã que Eu Vou Contar…" (Compositores do samba: Anderson Benson, Leandro Rc, Minueto, Flazil Câmara e Flavinho Segal)                                                       | Jack Vasconcelos                     | [ 111 ] [ 112 ]        |
| 2016 | Campeã (Promovida)      | Série A (segunda divisão)   | "A Farra do Boi" (Compositores do samba: Rafael Júnior, Jorge Maia, W Correia, Dilson Marimba e Cláudio Russo)                                                                                  | Jack Vasconcelos                     | [ 113 ]                |
| 2017 | 12.º Lugar              | Especial (primeira divisão) | "Carnavaleidoscópio Tropifágico" (Compositores do samba: Carlinhos Chirrinha, Rafael Bernini, Luis Caxias, Wellington Onirê, Fernandão, Alexandre Cabeça, Felipe Cardoso e Caramujo)            | Jack Vasconcelos                     | [ 114 ]                |
| 2018 | Vice-campeã             | Especial (primeira divisão) | "Meu Deus, Meu Deus, Está Extinta a Escravidão?" (Compositores do samba: Moacyr Luz, Cláudio Russo, Dona Zezé, Aníbal e Jurandir)                                                               | Jack Vasconcelos                     | [ 115 ] [ 116 ]        |
| 2019 | 8.º Lugar               | Especial (primeira divisão) | "O Salvador da Pátria" (Compositores do samba: Moacyr Luz, Cláudio Russo, Dona Zezé, Aníbal e Jurandir)                                                                                         | Jack Vasconcelos                     | [ 117 ]                |
| 2020 | 11.º Lugar              | Especial (primeira divisão) | "O Santo e o Rei: Encantarias de Sebastião" (Compositores do samba: Moacyr Luz, Cláudio Russo, Aníbal, Píer, Júlio Alves e Alessandro Falcão)                                                   | João Vitor Araújo                    | [ 118 ]                |
| 2021 | Cancelado               | Especial (primeira divisão) | "Soltando os Bichos" (Compositores do samba:Mumuzinho, Moacyr Luz, Julio Alves, Pier e Cláudio Russo                                                                                            | Paulo Barros                         | [ 119 ] [ 120 ]        |
| 2022 | 11.º Lugar              | Especial (primeira divisão) | "Ka Ríba Tí Ye – Que Nossos Caminhos se Abram" (Compositores do samba: Cláudio Russo, Moacyr Luz, Júlio Alves, Alessandro Falcão e W. Correia Filho)                                            | Paulo Barros                         | [ 49 ] [ 121 ]         |
| 2023 | 8.º Lugar               | Especial (primeira divisão) | "Mogangueiro da Cara Preta" (Compositores do samba: Cláudio Russo, Moacyr Luz, Gustavo Clarão, Júlio Alves, Alessandro Falcão, Pier Ubertini e W Correia)                                       | Rosa Magalhães e João Vitor Araújo   | [ 122 ]                |
| 2024 | 9.º Lugar               | Especial (primeira divisão) | "Glória ao Almirante Negro!" (Compositores do samba: Cláudio Russo, Moacyr Luz, Gustavo Clarão, Júlio Alves, Alessandro Falcão, Pier Ubertini e W Correia)                                      | Jack Vasconcelos                     | [ 123 ] [ 124 ]        |
| 2025 | 10.º Lugar              | Especial (primeira divisão) | "Quem Tem Medo de Xica Manicongo?" (Compositores do samba: Gustavo Clarão e Cláudio Russo) | Jack Vasconcelos                     | [ 74 ]                 |
| 2026 |                         | Especial (primeira divisão) | "Lonã Ifá Lukumi" (Compositores do samba: Cláudio Russo, Gustavo Clarão e Luiz Antonio Simas)                                                                                                   | Jack Vasconcelos                     | [ 125 ]                |

## Títulos
O Paraíso do Tuiuti nunca venceu a primeira divisão do carnaval. Sua melhor colocação foi o vice-campeonato de 2018.
| Títulos do Paraíso do Tuiuti | Títulos do Paraíso do Tuiuti | Títulos do Paraíso do Tuiuti |
| ---------------------------- | ---------------------------- | ---------------------------- |
| Divisão                      | Títulos                      | Carnavais                    |
| Segunda divisão              | 1                            | 2016                         |
| Terceira divisão             | 3                            | 1968, 1987, 2011             |
| Quarta divisão               | 2                            | 1980, 1997                   |

## Premiações
O Tuiuti é vencedor de diversas premiações, como o Estandarte de Ouro (O Globo), considerado o "óscar do carnaval carioca"; Tamborim de Ouro (O Dia); Troféu Tupi (Super Rádio Tupi); S@mba-Net; Estrela do Carnaval; Prêmio SRzd; entre outras.

## Segmentos

### Presidentes
| Presidentes    | Período       | Ref.    |
| -------------- | ------------- | ------- |
| Amarildo       | 1998-2002     | [ 126 ] |
| Renato Thor    | 2004-2013     | [ 126 ] |
| Jorge Honorato | 2013-2016     | [ 16 ]  |
| Renato Thor    | 2016-presente | [ 127 ] |

### Presidentes de Honra
| Presidentes de honra | Período       | Ref.    |
| -------------------- | ------------- | ------- |
| Renato Thor          | 2013-2016     | [ 126 ] |
| Jorge Honorato       | 2016–presente | [ 128 ] |

### Intérpretes
| Intérpretes                                    | Carnavais     | Ref.            |
| ---------------------------------------------- | ------------- | --------------- |
| Noca da Portela                                | 1973          | [ 129 ] [ 130 ] |
| Sirley                                         | 1974          | [ 131 ]         |
| Mauro Rosas                                    | 1977          | [ 132 ]         |
| Aldir                                          | 1982          | [ 133 ]         |
| Paulo César Peçanha                            | 1983          | [ 134 ]         |
| Rodolfo da Bacia                               | 1988          | [ 135 ]         |
| Jair                                           | 1989          | [ 136 ]         |
| Bidubi                                         | 1990          | [ 137 ]         |
| Pedrinho da Flor                               | 1991          | [ 138 ]         |
| Nélio Marins                                   | 1997-1998     | [ 139 ]         |
| Ciganerey                                      | 1999–2002     | [ 140 ]         |
| Clóvis Pê                                      | 2003          | [ 141 ]         |
| Ciganerey                                      | 2004–2005     | [ 140 ]         |
| Serginho Gama                                  | 2006          | [ 98 ] [ 142 ]  |
| Alex Tuiuti                                    | 2007          | [ 100 ]         |
| Ciganerey                                      | 2008–2009     | [ 140 ]         |
| Anderson Paz                                   | 2010          | [ 143 ]         |
| Daniel Silva                                   | 2011–2015     | [ 144 ] [ 145 ] |
| Daniel Silva e Leandro Santos                  | 2016          | [ 144 ] [ 146 ] |
| Wantuir                                        | 2017          | [ 147 ]         |
| Nino do Milênio, Celsinho Mody e Grazzi Brasil | 2018          |                 |
| Celsinho Mody e Grazzi Brasil                  | 2019          |                 |
| Celsinho Mody e Nino do Milênio                | 2020          | [ 39 ]          |
| Celsinho Mody e Grazzi Brasil                  | 2022          |                 |
| Wander Pires                                   | 2023          |                 |
| Pixulé                                         | 2024-presente | [ 148 ]         |

### Comissão de Frente
| Coreógrafos(as)                     | Carnavais | Ref.            |
| ----------------------------------- | --------- | --------------- |
| Angela Salles                       | 2000–2001 | [ 87 ] [ 90 ]   |
| Dill Costa                          | 2002      | [ 149 ] [ 150 ] |
| Alexandre Alves                     | 2003      | [ 92 ] [ 151 ]  |
| Angela Salles                       | 2004–2005 | [ 94 ] [ 152 ]  |
| Renata Monnier                      | 2006      | [ 98 ] [ 142 ]  |
| Odmar Rufino                        | 2007      | [ 100 ] [ 153 ] |
| Fábio Batista                       | 2008      | [ 102 ] [ 154 ] |
| João Paulo Machado                  | 2009      | [ 155 ] [ 156 ] |
| João Paulo Machado e Renata Monnier | 2010      | [ 143 ] [ 157 ] |
| Fábio Batista                       | 2011–2013 | [ 158 ] [ 159 ] |
| João Suassuna e Narielli Nunes      | 2014      | [ 160 ] [ 161 ] |
| Junior Scapin                       | 2015–2016 | [ 111 ] [ 162 ] |
| Jaime Arôxa                         | 2017      | [ 111 ] [ 163 ] |
| Patrick Carvalho                    | 2018      | [ 111 ] [ 164 ] |
| Filipe Moreira e Élida Brum         | 2019      | [ 28 ]          |
| Márcio Moura                        | 2020      | [ 38 ]          |
| Claudia Mota                        | 2022      | [ 165 ]         |
| Lucas Maciel e Karina Dias          | 2023      | [ 61 ]          |
| Claudia Mota e Edifranc Alves       | 2024-2025 | [ 166 ]         |
| David Lima                          | 2026      | [ 83 ]          |

### Mestre-sala e Porta-bandeira

#### Primeiro casal
| Primeiro casal                          | Carnavais     | Ref.            |
| --------------------------------------- | ------------- | --------------- |
| Marquinhos Sorriso e Marluce            | 1999          | [ 167 ]         |
| Marquinhos Sorriso e Cristiane Caldas   | 2000–2001     | [ 87 ] [ 90 ]   |
| Marquinhos Sorriso e Priscila Domingues | 2002          | [ 149 ] [ 150 ] |
| Marcinho Simpatia e Marluce             | 2003          | [ 92 ] [ 151 ]  |
| Paulo César e Simone Pereira            | 2004          | [ 94 ]          |
| Paulo César e Jacqueline Gomes          | 2005          | [ 152 ]         |
| Paulo César e Simone Pereira            | 2006          | [ 98 ] [ 142 ]  |
| Roberto Vinícius e Manuela Cardoso      | 2007          | [ 100 ] [ 168 ] |
| Feliciano Júnior e Cristiane Caldas     | 2008–2009     | [ 102 ] [ 155 ] |
| Zé Roberto e Lívia                      | 2010          | [ 143 ] [ 169 ] |
| Zé Roberto e Thaís Romi                 | 2011          | [ 158 ] [ 170 ] |
| Zé Roberto e Mara Rosa                  | 2012          | [ 171 ] [ 172 ] |
| Hugo César e Amanda Poblete             | 2013          | [ 159 ] [ 173 ] |
| Vinícius Pessanha e Jackeline Pessanha  | 2014–2016     | [ 174 ] [ 175 ] |
| Marquinhos e Giovanna Justo             | 2017          | [ 175 ]         |
| Marlon Flores e Danielle Nascimento     | 2018-2020     | [ 176 ] [ 177 ] |
| Raphael Rodrigues e Dandara Ventapane   | 2022-2025     | [ 46 ]          |
| Vinícius Antunes e Rebeca Tito          | 2026-presente | [ 83 ]          |

#### Segundo casal
| Segundo casal                   | Carnavais | Ref.                    |
| ------------------------------- | --------- | ----------------------- |
| Márcio e Priscila               | 2000-2001 | [ 87 ] [ 90 ]           |
| Paulo César (PC) e Daniele      | 2003      | [ 92 ]                  |
| Jorginho e Irinéia              | 2004-2005 | [ 94 ] [ 96 ]           |
| Anderson e Roberta              | 2006      | [ 98 ]                  |
| Leonardo e Milena               | 2007      | [ 100 ]                 |
| Wendel e Patrícia               | 2008      | [ 102 ]                 |
| Luis Paulo e Gláucia Ferreira   | 2009      | [ 156 ]                 |
| Eduardo Silva e Thaís Romi      | 2010      | [ 143 ]                 |
| Eduardo Silva e Nathália        | 2011      | [ 178 ]                 |
| Douglas Salgueiro e Ana Beatriz | 2012      | [ 171 ]                 |
| Yuri Pires e Rebeca Tito        | 2016-2017 | [ 162 ] [ 179 ]         |
| Wesley Cherry e Rebeca Tito     | 2018-2020 | [ 180 ] [ 181 ] [ 182 ] |
| Yuri Souzah e Rebeca Tito       | 2022      | [ 183 ]                 |
| Léo Thomé e Rebeca Tito         | 2023-2025 | [ 184 ] [ 185 ]         |

#### Terceiro casal
| Terceiro casal             | Carnavais     | Ref.            |
| -------------------------- | ------------- | --------------- |
| Leonardo Jorge e Ludmila   | 2007-2008     | [ 153 ] [ 154 ] |
| Hugo César e Ludimila      | 2009          | [ 156 ]         |
| Léo Thomé e Manu Brasil    | 2022          | [ 183 ]         |
| Matheus Silva e Anna Clara | 2024-presente | [ 186 ]         |

### Bateria
A bateria do Paraíso do Tuiuti é chamada de SuperSom.

#### Mestres
| Diretores de bateria | Carnavais     | Ref.    |
| -------------------- | ------------- | ------- |
| Gefferson Moura      | 2011          |         |
| Celinho              | 2012          | [ 188 ] |
| Claudinho Tuiuti     | 2013          |         |
| Ricardinho           | 2014-2020     |         |
| Marcão               | 2022-presente | [ 189 ] |

#### Corte de Bateria
| Carnavais | Rainha            | Madrinha         | Princesa     | Ref.                    |
| --------- | ----------------- | ---------------- | ------------ | ----------------------- |
| 1995-2003 | Dill Costa        | -                | -            |                         |
| 2004-2005 | Juliane Almeida   | -                | -            | [ 190 ] [ 191 ]         |
| 2007      | Valquíria Ribeiro | -                | -            | [ 192 ]                 |
| 2008      | Renata Frisson    | -                | -            | [ 193 ]                 |
| 2009      | Ellen Cardoso     | -                | -            | [ 194 ]                 |
| 2010      | Juliana Clara     | -                | -            | [ 195 ]                 |
| 2011      | Gracyanne Barbosa | -                | -            | [ 196 ]                 |
| 2012      | Roberta Appratti  | Scheila Carvalho | -            | [ 197 ] [ 198 ]         |
| 2013      | Maíra Cardi       | Scheila Carvalho | -            | [ 198 ] [ 199 ] [ 200 ] |
| 2014-2015 | Pâmela Santos     | -                | -            | [ 18 ] [ 201 ]          |
| 2016-2018 | Carol Marins      | -                | -            | [ 202 ]                 |
| 2019      | Carol Marins      | Denise Dias      | -            | [ 203 ]                 |
| 2020      | Lívia Andrade     | -                | Júlia Farias | [ 176 ] [ 40 ]          |
| 2022      | Thay Magalhães    | -                | Mayara Lima  | [ 47 ]                  |
| 2023      | Mayara Lima       | -                | -            | [ 204 ]                 |

### Direção de Carnaval
| Diretores de carnaval                                                           | Carnavais | Ref.            |
| ------------------------------------------------------------------------------- | --------- | --------------- |
| Leandro Azevedo                                                                 | 2013–2018 | [ 205 ] [ 206 ] |
| Leandro Azevedo, André Gonçalves (Andrezinho), Thiago Monteiro e Rodrigo Soares | 2018      | [ 207 ]         |
| André Gonçalves, Rodrigo Soares, Júnior Cabeça                                  | 2019      | [ 208 ]         |
| Júnior Schall                                                                   | 2020      | [ 176 ]         |
| André Gonçalves (Andrezinho)                                                    | 2022-2024 | [ 209 ]         |
| André Gonçalves (Andrezinho), Thiago Dias, Rodrigo Soares e Allan Guimarães     | 2025      | [ 210 ] [ 75 ]  |
| Leandro Azevedo                                                                 | 2026      | [ 83 ]          |

### Direção de Harmonia
| Diretores de harmonia                                                       | Carnavais | Ref.            |
| --------------------------------------------------------------------------- | --------- | --------------- |
| André Rambo e Asprilla                                                      | 2013      | [ 188 ]         |
| André Rambo                                                                 | 2014      |                 |
| Luiz Carlos Amancio                                                         | 2015–2017 | [ 205 ] [ 206 ] |
| Thiago Monteiro e Rodrigo Soares                                            | 2018      | [ 207 ]         |
| André Gonçalves (Andrezinho), Rodrigo Soares, Júnior Cabeça                 | 2019-2020 | [ 208 ] [ 211 ] |
| Luiz Carlos Amâncio                                                         | 2022      | [ 212 ]         |
| Luiz Carlos Amâncio e Jeferson Carlos                                       | 2023-2024 | [ 213 ] [ 209 ] |
| André Gonçalves (Andrezinho), Thiago Dias, Rodrigo Soares e Allan Guimarães | 2025      | [ 210 ] [ 75 ]  |
| André Gonçalves (Andrezinho) e Rodrigo Soares                               | 2026      | [ 83 ]          |

## Escola Mirim
No dia 13 de maio de 2024 foi fundado o Grêmio Recreativo Escola de Samba Mirim Os Netinhos do Tuiuti, a escola de samba mirim do Paraíso do Tuiuti. A escola mirim herdou as cores (azul e amarelo) e o símbolo (coroa) da escola-mãe e tem como escola-madrinha a Mangueira do Amanhã. Os Netinhos do Tuiuti foi criada pelo então presidente do Paraíso, Renato Thor. A escola mirim funciona como um projeto social, oferecendo oficinas de samba e percussão, e aulas de idiomas e esportes.